# Irrtumslehren im deutschen Strafrecht
Der Begriff des Irrtums bezeichnet im deutschen Strafrecht die Unkenntnis oder die Fehlvorstellung des Straftäters bezüglich eines rechtlich relevanten Umstands. Hierzu zählen zum einen Tatumstände, zum anderen die an eine Tat geknüpften Rechtsfolgen. Ein solcher Irrtum kann sich auf die Strafbarkeit des Täters auswirken, da der Kenntnisstand des Täters auf der Ebene des Vorsatzes, der Rechtswidrigkeit und der Schuld von Bedeutung ist. Irrtümer können sich sowohl zu Gunsten als auch zu Lasten des Täters auswirken.
Das Strafgesetzbuch (StGB) regelt Irrtümer lediglich punktuell als Tatbestandsirrtümer (§ 16 StGB), Verbotsirrtümer (§ 17 StGB) und als Irrtümer über das Vorliegen der „Umstände“ eines entschuldigenden Notstands (§ 35 Absatz 2 StGB). Auf dieser gesetzlichen Grundlage entwickelte die Rechtswissenschaft eine komplexe Dogmatik, die unterschiedliche Irrtumsformen systematisiert und passenden Rechtsfolgen zuordnet. Weiterhin existieren Irrtumsformen, die sich nicht auf die Strafbarkeit des Täters auswirken, sondern allenfalls auf die Strafzumessung, und solche, die gänzlich rechtlich irrelevant sind.

## Tatbestandsirrtum, § 16 StGB
§ 16 StGB lautet:
(1) Wer bei Begehung der Tat einen Umstand nicht kennt, der zum gesetzlichen Tatbestand gehört, handelt nicht vorsätzlich. Die Strafbarkeit wegen fahrlässiger Begehung bleibt unberührt.
Ein Tatbestandsirrtum (auch Tatumstandsirrtum genannt) liegt vor, wenn der Täter aufgrund einer falschen Bewertung der Sachlage verkennt, dass er ein Merkmal eines Straftatbestands verwirklicht. Eine solche Fehlvorstellung führt gemäß § 16 Absatz 1 Satz 1 StGB dazu, dass der Täter ohne Vorsatz hinsichtlich des vom Irrtum betroffenen Tatbestandsmerkmals handelt. Infolgedessen kann er gemäß § 15 StGB nicht aus einem Vorsatzdelikt bestraft werden.
Der Täter unterliegt beispielsweise einem Tatbestandsirrtum, wenn er einen Menschen in der Annahme erschießt, es handele sich um eine Vogelscheuche. Da der Täter nicht erkennt, dass er einen Menschen tötet, fehlt es ihm am Vorsatz bezüglich der Tötung eines Menschen. Deshalb macht er sich nicht wegen Totschlags (§ 212 StGB) oder Mords (§ 211 StGB) strafbar. Gemäß § 16 Absatz 1 Satz 2 StGB lässt ein Tatbestandsirrtum allerdings die Strafbarkeit wegen fahrlässiger Tatbegehung unberührt. Daher kommt im Beispielfall eine Strafbarkeit wegen fahrlässiger Tötung (§ 222 StGB) in Betracht.
Im oben angeführten Beispiel bezieht sich der Irrtum des Täters auf ein deskriptives Tatbestandsmerkmal: das Vorliegen eines Menschen. Der Täter handelt bezüglich eines solchen Merkmals vorsätzlich, wenn er sein tatsächliches Vorliegen korrekt erfasst. Bezieht sich der Irrtum hingegen auf ein normatives Tatbestandsmerkmal genügt es für die Annahme des Vorsatzes, wenn der Täter zutreffend eine Parallelwertung in der Laiensphäre vornimmt. Hierzu muss er Sinn und Zweck des Tatbestandsmerkmals erfassen. Als normativ bezeichnet die Rechtswissenschaft Tatbestandsmerkmale, deren Inhalt sich aus einer rechtlichen Wertung ergibt. Dies trifft etwa auf das insbesondere bei Eigentumsdelikten relevante Merkmal der Fremdheit des Tatobjekts zu. Ob eine Sache fremd ist, beurteilt sich anhand der rechtlichen Eigentumszuordnung. Die Bedeutung des Tatbestandsmerkmals der Fremdheit erfasst der Täter hinreichend, sofern er erkennt, dass er über die Sache nicht allein bestimmen darf.
§ 16 Absatz 2 StGB erfasst den Fall, dass sich der Täter Tatumstände vorstellt, welche eine Strafbarkeit nach einem milderen Gesetz begründeten. Zu einem solchen Irrtum kann es etwa im Rahmen von Tötungsdelikten kommen: Tötet jemand zum Beispiel eine andere Person in der irrigen Annahme, diese habe hierum gebeten, verwirklicht er den objektiven Tatbestand des Totschlags. Wäre die irrige Annahme allerdings zutreffend, hätte sich der Täter wegen einer Tötung auf Verlangen (§ 216 StGB) strafbar gemacht, die über eine geringere Mindeststrafandrohung als der Totschlag verfügt. Gemäß § 16 Absatz 2 StGB kann bei Vorliegen eines derartigen Irrtums lediglich aus dem milderen Gesetz bestraft werden, im Beispiel also aus § 216 StGB.

### Error in persona vel in obiecto
Beim error in persona vel in obiecto unterliegt der Täter einem Irrtum über die Identität des Tatobjekts. Hierzu kommt es etwa, wenn der Täter, der sich entschlossen hat, eine bestimmte Person zu töten, bei Tatbegehung einen Dritten für sein geplantes Opfer hält und dieses tötet. Eine solche Identitätsverwechslung unterfällt nicht § 16 StGB, da der Täter den gesetzlichen Tatbestand, im Beispiel ein Tötungsdelikt, vorsätzlich, rechtswidrig und schuldhaft verwirklicht, indem er denjenigen tötet, den er im Moment der Tat töten wollte. Die Identität des Opfers ist für den verwirklichten Tatbestand nicht von Bedeutung, da dieser das Tatopfer lediglich nach bestimmten Gattungsmerkmalen beschreibt. So setzt eine Strafbarkeit wegen Totschlags voraus, dass der Täter einen anderen tötet. Irrt der Täter über die Identität des Opfers, stellt dies lediglich einen Motivirrtum dar, der strafrechtlich ohne Bedeutung ist.
Strittig ist in der Rechtswissenschaft die strafrechtliche Einordnung einer Verwechslung des Opfers, wenn der Täter dieses lediglich mittelbar individualisiert. Hierzu kommt es etwa, wenn der Täter eine Bombe am Fahrzeug seines Opfer anbringt, um dieses zu töten. Tötet die Bombe eine andere Person als diejenige, die der Täter töten wollte, liegt nach überwiegender Auffassung ein error in persona vor.

### Irrtum über den Kausalverlauf
Ein Irrtum über den Kausalverlauf liegt vor, wenn sich die Tat in einer anderen Weise ereignet, als es der Täter geplant hat. Dies ist etwa der Fall, wenn der Täter einen anderen töten will, indem er ihn erschlägt, das Opfer allerdings dem Angriff ausweicht und dadurch zu Tode kommt. Der Kausalverlauf stellt ein Merkmal des objektiven Tatbestands dar, weswegen der Täter diesen in seinen Vorsatz aufgenommen haben muss. Alle Details eines Kausalverlaufs kann der Täter allerdings nicht vorhersehen, weswegen es für die Annahme seines Vorsatzes genügt, wenn sich der Täter die wesentlichen Abläufe vorstellt. Weicht der tatsächliche Kausalverlauf daher vom geplanten in einem wesentlichen Punkt ab, liegt ein Tatbestandsirrtum vor, sodass der Täter gemäß § 16 Absatz 1 StGB ohne Vorsatz handelt. Für den Tatvorsatz unbeachtlich sind hingegen Abweichungen, die sich innerhalb des nach allgemeiner Lebenserwartung Vorhersehbaren befinden.
Ein unbeachtlicher Irrtum über den Kausalverlauf liegt etwa vor, wenn der Täter das Opfer mit Tötungsvorsatz würgt, dieses jedoch nicht hierdurch, sondern erst durch eine spätere Beseitigung der vermeintlichen Leiche verstirbt. Als die Rechtsprechung über einen derartigen Sachverhalt entschied, maß sie dem Irrtum ebenfalls keine rechtliche Relevanz bei, begründete dies allerdings nicht mit der Unbeachtlichkeit der Abweichung des tatsächlichen vom erwarteten Kausalverlaufs, sondern mit dem Vorliegen eines Generalvorsatzes beim Täters. Hiernach bestand der Tötungsvorsatz, den der Täter beim Würgen hatte, bei der Beseitigung der Leiche fort. Die Figur des Generalvorsatzes wird in der Rechtswissenschaft mittlerweile nicht mehr vertreten, da sie gegen das Simultanitätsprinzip (§ 8 StGB) verstößt. Hiernach müssen alle Tatbestandsmerkmale bei Begehung der Tat vorliegen. Im Zeitpunkt des Wurfs hält der Täter das Opfer jedoch für tot, weshalb er hierbei nicht mit Tötungsvorsatz handeln kann.

### Aberratio ictus
Eine aberratio ictus liegt vor, wenn der Täter zum Angriff auf sein Opfer ansetzt, dieser Angriff allerdings fehlgeht und einen Dritten trifft. Dies ist etwa der Fall, wenn der Täter mit einer Waffe auf sein Opfer schießt, allerdings die Waffe verreißt und infolgedessen einen Dritten trifft. Ein solcher Geschehensablauf führt wie ein Irrtum über den Kausalverlauf gemäß § 16 Absatz 1 Satz 1 StGB zum Ausschluss des Vorsatzes, wenn das tatsächlich verletzte und das vom Täter ausgewählte Opfer verschiedenen Gattungen angehören. Zielt der Täter etwa auf eine Vogelscheue und trifft mit seinem fehlgehenden Schuss einen Menschen, fehlt es ihm hinsichtlich der Tötung am Vorsatz, sodass er sich lediglich wegen fahrlässiger Tötung strafbar macht. Hinsichtlich der Beschädigung der Vogelscheue ist er wegen versuchter Sachbeschädigung (§ 303 StGB) strafbar.
In der Rechtswissenschaft ist die Einordnung der aberratio ictus für den Fall umstritten, dass verletztes und geplantes Tatopfer tatbestandlich gleichen Gattungen angehören. Dies trifft etwa zu, wenn der Täter auf einen bestimmten Menschen schießt und einen anderen trifft: Einige Rechtswissenschaftler betrachten diesen Irrtum als unbeachtlich, wenn sich der tatsächliche Geschehensablauf vom gewollten lediglich in unwesentlichen Punkten unterscheidet. Ein solcher Irrtum sei mit einem error in persona vergleichbar, da der Täter auch hier den Erfolg an einem Tatobjekt der gleichen tatbestandlichen Gattung herbeiführt. Die vorherrschende Gegenauffassung ordnet die aberratio ictus als beachtlichen Irrtum ein, der den Vorsatz entfallen lässt. Denn der Vorsatz des Täters konkretisiere sich auf ein bestimmtes Opfer, bei dem der tatbestandsmäßige Erfolg nicht eintritt.
Der Vorsatz bleibt allerdings unberührt, wenn der Täter bei Tatbegehung billigend in Kauf nimmt, das Opfer zu verfehlen und einen Dritten zu treffen: In diesem Fall handelt der Täter mit Tötungsvorsatz sowohl hinsichtlich des gewollten Opfers als auch des Dritten. Ein solcher Wille wird in der Rechtswissenschaft als Alternativvorsatz bezeichnet.

### Subsumtionsirrtum
Ein Subsumtionsirrtum liegt vor, wenn der Täter den Inhalt eines Tatbestandsmerkmals falsch auslegt und infolgedessen unzutreffenderweise annimmt, er handele erlaubt. Der Täter handelt damit in Unkenntnis der rechtlichen Tatbestandsmäßigkeit der Handlung bei Kenntnis der Tatsachen sowie des sozialen Bedeutungsgehaltes. Dies trifft etwa zu, wenn er einen anderen Straftäter in seinem Tatentschluss bestärkt und hierbei davon ausgeht, dass lediglich ein physisches Unterstützen eine strafbare Beihilfe (§ 27 StGB) darstelle. Auf Tatbestandsebene ist dieser Irrtum unbeachtlich.
Nimmt der Täter umgekehrt irrig eine Tatbestandsmäßigkeit an, unterliegt er einem straflosen Wahndelikt. In diesem Zusammenhang wird auch vom „umgekehrten Subsumtionsirrtum“ gesprochen.

### Irrtum bei unechten Unterlassungsdelikten
Auch unechte Unterlassungsdelikte im Sinne von § 13 StGB sind irrtumsfähig. Besteht beim Täter über die Möglichkeit der erfolgsabwendenden Handlung Unkenntnis, so liegt kein Vorsatz vor. Insoweit gilt das gleiche wie bei seinem Pendent aus dem Begehungsdelikt, § 16 Abs. 1 StGB. Allerdings führt die irrige Annahme zur Versuchsstrafbarkeit. Dasselbe gilt, wenn sich der Unterlassungstäter über seine Garantenstellung im Irrtum befindet, mithin über tatsächliche Umstände, aus denen sich die Pflicht zum Tätigwerden ergibt. 
Etwas anderes gilt, wenn der Unterlassungstäter über seine Garantenpflicht irrt. Im Gegensatz zur Garantenstellung geht er bei der Garantenpflicht, irrt der Unterlassungstäter nicht über die tatsächlichen Umstände, sondern über seine rechtliche Handlungspflicht bei gleichzeitiger Kenntnis der tatsächlichen Umstände, die die Garantenstellung begründen. Unkenntnis führt zum Gebotsirrtum mit entsprechender Anwendung des § 17 StGB. Die irrige Annahme einer Handlungspflicht wiederum ist straflos (Wahndelikt).

### Annex: Qualifikation und Privilegierung auf Tatbestandsebene
Irrtümer können sich außerhalb des Grundtatbestandes auch lediglich auf qualifizierende, erfolgsqualifizierende und auch privilegierende Merkmale des Tatbestandes beziehen. 
Unkenntnis in Bezug auf ein qualifizierendes Tatbestandsmerkmal entlastet den Täter insoweit, als er nur aus dem vollendeten Grundtatbestand bestraft werden kann. Bezüglich der Qualifikation weist er keinen Vorsatz auf. Anders liegt der Fall bei der irrigen Annahme eines qualifizierenden Tatbestandsmerkmals, denn den Täter trifft hier die Strafbarkeit des Versuchs des qualifizierenden Tatbestandes.
Im Falle erfolgsqualifizierter Delikte wird das Grunddelikt vorsätzlich erfüllt, hinsichtlich des daneben eingetretenen qualifizierten Erfolges genügt Fahrlässigkeit, § 18 StGB. Unkenntnis ist in diesen Fällen unbeachtlich und die irrige Annahme führt zur Versuchsstrafbarkeit des erfolgsqualifizierten Delikts.
Der Irrtum über privilegierende Tatbestandsmerkmale führt bei Unkenntnis zur erhöhten Strafbarkeit aus dem Grunddelikt. Die irrige Annahme eines privilegierenden Tatbestandsmerkmals führt gemäß § 16 Abs. 2 StGB zur Strafbarkeit aus dem milderen Gesetz verwirklichen würden, da sich der Vorsatz des Täters nur darauf bezieht.

## Irrtum über die Rechtswidrigkeit

### Verbotsirrtum, § 17 StGB
§ 17 StGB lautet:
Bei einem Verbotsirrtum verkennt der Täter, dass er durch seine Tat Unrecht verübt. Anders als bei einem Tatbestandsirrtum irrt er sich nicht über einen Sachverhalt, sondern über dessen rechtliche Bewertung. Ein solcher Irrtum kann gemäß § 17 StGB dazu führen, dass der Täter nicht schuldhaft handelt, was eine Strafbarkeit ausschließt. Die Bestimmung des § 17 StGB ist seit dem 1. Januar 1975 im StGB enthalten. Mit dieser Norm regelte der Gesetzgeber die in der Rechtswissenschaft bislang strittige Frage, welche rechtlichen Konsequenzen fehlendes Unrechtsbewusstsein besitzt, indem er es als Schuldmerkmal verortete.
Ein Verbotsirrtum ist in mehreren Konstellationen denkbar:
Zum einen kann der Täter ein verbotenes Verhalten für erlaubt halten. Dies wird in der Rechtswissenschaft als direkter Verbotsirrtum bezeichnet. Ein solcher liegt beispielsweise vor, wenn jemand ein fremdes Fahrzeug in Gebrauch nimmt, weil er fälschlich annimmt, die bloße Gebrauchsanmaßung bezüglich eines Fahrzeugs (§ 248b StGB) sei straflos.
Zum anderen kann der Täter zwar um die rechtliche Missbilligung seines Handelns wissen, dieses Verhalten jedoch ausnahmsweise für erlaubt halten, etwa weil er einen nicht-existenten Rechtfertigungsgrund annimmt oder die Grenzen eines bestehenden Rechtfertigungsgrunds wegen eines Irrtums überschreitet. Ein solcher Fall wird in der Rechtswissenschaft als Erlaubnisirrtum oder indirekter Verbotsirrtum bezeichnet.
Ferner kann der Täter verkennen, dass eine Handlung rechtlich geboten ist. Ein solcher Gebotsirrtum ist im Zusammenhang mit Unterlassungsdelikten, etwa der Nichtanzeige geplanter Straftaten (§ 138 StGB) von besonderer praktischer Bedeutung.
Ein Verbotsirrtum führt gemäß § 17 Satz 2 StGB zum Ausschluss der Schuld, wenn der Irrtum für den Täter unvermeidbar ist. Dies ist der Fall, wenn der Täter auch bei gebotener Anspannung seines Gewissens nicht erkennen kann, dass er Unrecht verwirklicht. Dies beurteilt sich anhand seiner individuellen Fähigkeiten. Ist der Irrtum vermeidbar, ist er unbeachtlich, sodass der Täter schuldhaft handelt und somit aus dem ihm vorgeworfenen Delikt bestraft werden kann. Das Gericht kann allerdings die Strafe nach § 49 Absatz 1 StGB mildern.
Ein Irrtum über die Voraussetzungen einer Rechtfertigung ist in mehreren Konstellationen denkbar, die gesetzlich überwiegend nicht explizit geregelt sind. Daher ist ihre Behandlung in der Rechtswissenschaft umstritten.

### Annehmen eines verbotenen Verhaltens
Zum einen kann der Täter irrtümlicherweise ein rechtmäßiges Verhalten, etwa den Ehebruch, für verboten halten. Eine solche Fehlvorstellung stellt ein Wahndelikt dar, das mangels Verübens von strafrechtlich relevantem Unrecht keine Strafbarkeit zur Folge hat. Ebenfalls ein Wahndelikt liegt vor, wenn der Täter die Grenzen eines Rechtfertigungsgrunds fälschlich für zu eng hält, etwa in dem er annimmt, die Rechtfertigung einer Tötung sei generell ausgeschlossen.

### Verkennen einer Rechtfertigungslage
Verkennt der Täter, dass sein Handeln objektiv gerechtfertigt ist, liegt nach vorherrschender Auffassung in der Rechtswissenschaft ein untauglicher Versuch vor. Ein solcher Irrtum liegt etwa vor, wenn der Täter sein Opfer verletzt, wobei er nicht bemerkt, dass dieses im Begriff war, einen Dritten anzugreifen. Der Täter hätte somit gestützt auf das Nothilferecht (§ 32 StGB) sein Opfer in rechtmäßiger Weise verletzen können. Nach vorherrschender Auffassung kommt eine Rechtfertigung allerdings nur in Betracht, wenn der Täter um die rechtfertigenden Umstände weiß. Daher handelt der Täter nicht gerechtfertigt, der nicht um die rechtfertigende Sachlage weiß. Allerdings verübt er lediglich eingeschränktes Unrecht, da er Notrechte hätte ausüben dürfen. Dies entspricht der Struktur eines Versuchs, weswegen der Täter, der eine Rechtfertigungslage verkennt, aus dem Strafrahmen des Versuchs bestraft wird.

### Annehmen einer Rechtfertigungslage
Beim Erlaubnistatbestandsirrtum ist die Situation dem Verkennen einer Rechtfertigunglage entgegengesetzt: Hierbei stellt sich der Täter fälschlich einen Sachverhalt vor, der ihn rechtfertigen würde, läge er tatsächlich vor. Dies ist etwa der Fall, wenn jemand irrig annimmt, er werde durch einen anderen angegriffen, weswegen er gegen diesen Notwehrrechte (§ 32 StGB) ausübt. Der Erlaubnistatbestandsirrtum ist gesetzlich nicht ausdrücklich geregelt, weswegen seine rechtliche Behandlung in der Rechtswissenschaft umstritten ist.
Im Wesentlichen stehen sich zwei Ansätze gegenüber, von denen einer den Irrtum als Tatbestandsirrtum gemäß § 16 StGB, der andere als Verbotsirrtum § 17 StGB behandelt. Die erste Auffassung wird als eingeschränkte Schuldtheorie bezeichnet. Sie argumentiert, dass sich der Täter primär über Tatsachen irre, auf deren Grundlage er eine falsche rechtliche Schlussfolge zieht. Daher sei der Irrtum wie ein Tatbestandsirrtum zu behandeln, sodass er stets zum Ausschluss der Strafbarkeit wegen vorsätzlichen Handelns führe. Innerhalb der eingeschränkten Schuldtheorie existieren unterschiedliche Strömungen, die darüber streiten, ob § 16 StGB im Fall des Erlaubnistatbestandsirrtums direkt oder analog anwendbar ist. Diese Uneinigkeit beruht darauf, dass § 16 StGB seinem Wortlaut nach insofern auf diesen Irrtum nicht passt, als dass er einen Irrtum über ein Tatbestandsmerkmal voraussetzt. Einem solchen unterliegt das Opfer jedoch nicht. Die Lehre von den negativen Tatbestandsmerkmalen, basierend auf einem zweistufigen Verbrechensaufbau, sieht die erste Stufe als Konglomerat aus Tatbestandsmäßigkeit und Rechtswidrigkeit. daher lässt sie im subjektiven Tatbestand im Falle eines Erlaubnistatbestandsirrtums den Vorsatz bezüglich des Nichtvorliegens von Rechtfertigungsgründen entfallen. Dies führt zur direkten Anwendung von § 16 StGB und der Behandlung des Erlaubnistatbestandsirrtums als vollwertigen Tatbestandsirrtum. Die unrechtsverneinende eingeschränkte Schuldtheorie verneint im Falle eines Erlaubnistatbestandsirrtums ebenfalls das Vorsatzunrecht auf der Ebene des subjektiven Tatbestandes und wendet § 16 StGB wird ebenfalls direkt angewandt. Die der herrschenden Meinung entsprechende rechtsfolgenverweisende eingeschränkte Schuldtheorie verneint zwar nicht das Vorsatzunrecht, sondern nur die Vorsatzschuld. Dennoch wendet sie, obwohl hiermit eine vorsätzliche und rechtswidrige Tat vorläge, § 16 StGB analog an. Dies ist zulässig, da es den Täter nur entlastet. Dies ermöglicht es, nicht irrende Teilnehmer der Tat zu bestrafen.
Die Gegenauffassung, die als strenge Schuldtheorie bezeichnet wird, wendet demgegenüber § 17 StGB auf den Erlaubnistatbestandsirrtum an, da es dem Täter nicht am Vorsatz, sondern lediglich am Unrechtsbewusstsein mangele, das ein Schuldelement darstellt. Sie argumentiert damit, dass § 17 StGB keine Anforderungen an die fehlende Unrechtseinsicht stellt, sodass auch der Erlaubnistatbestandsirrtum unter diese Norm subsumiert werden könne. Nach dieser Ansicht führt der Irrtum lediglich dann zu einem Strafbarkeitsausschluss, wenn der Täter den Irrtum nicht vermeiden kann.

## Irrtum über Schuldelemente

### Entschuldigungstatbestandsirrtum
Der Irrtum über die sachlichen Voraussetzungen eines anerkannten Entschuldigungsgrundes wird Entschuldigungstatbestandsirrtum genannt.
Gesetzlich geregelt ist ein Fall des Entschuldigungstatbestandsirrtums in § 35 Absatz 2 StGB:
Ein Irrtum nach § 35 Absatz 2 StGB liegt vor, wenn der Täter irrtümlich die Voraussetzungen eines entschuldigenden Notstands nach § 35 Absatz 1 StGB annimmt. Dies trifft beispielsweise zu, wenn der Täter fälschlich annimmt, es bestünde eine gegenwärtige Gefahr für Leib, Leben oder Freiheit des Täters oder einer nahestehenden Person. Ebenfalls unter § 35 Absatz 2 StGB fällt die irrige Annahme des Täters, dass eine Gefahr für eines der von § 35 StGB erfassten Rechtsgüter zu dulden ist.
Ein Irrtum gemäß § 35 Absatz 2 StGB führt zum Ausschluss der Schuld, wenn er für den Täter unvermeidbar ist. Der Maßstab der Unvermeidbarkeit entspricht dem des § 17 StGB. Auch dieser Irrtum ist daher für die Strafbarkeit des Täters unbeachtlich, wenn dieser ihn vermeiden kann. Allerdings wird seine Strafe in diesem Fall gemäß § 49 Absatz 1 StGB gemildert.
Auf andere Fälle des Entschuldigungstatbestandsirrtums (insbesondere den Irrtum über die Umstände des übergesetzlichen entschuldigenden Notstands) wird § 35 Absatz 2 StGB entsprechend angewandt.

### Entschuldigungsirrtum
Nicht anwendbar ist § 35 Absatz 2 StGB auf Fälle, in denen der Täter einen existierenden Entschuldigungsgrund überdehnt, etwa wenn er annimmt, auch zum Schutz von Ehre und Vermögen entschuldigt handeln zu können, oder wenn er einen gar nicht existierenden Entschuldigungsgrund annimmt. Ein solcher sogenannter Entschuldigungsirrtum hat keinen Einfluss auf die Schuld.

### Irrtum über Voraussetzungen der Schuld
Ohne Einfluss ist ebenfalls ein Irrtum über Schuldvoraussetzungen (wie über die eigene Schuldfähigkeit).

## Irrtum über Strafaufhebungs- oder -ausschließungsgrund
Die in der Rechtswissenschaft vorherrschende Meinung hält einen Irrtum über persönliche Strafaufhebungs- oder ‑ausschließungsgründe für unerheblich. Eine andere Ansicht will jedoch nach dem Sinn und Zweck des Strafausschließungs(‑aufhebungs)‑grundes differenzieren und den Irrtum nur dann für unerheblich erachten, wenn der Strafausschluss kriminalpolitische Gründe hat. Bei einer „notstandsähnlichen Lage“ (sprich: vor allem beim § 258 V, VI StGB) soll der Irrtum über die dort verlangte Angehörigeneigenschaft jedoch zum Schuldausschluss führen.